# Emil Kugler
Emil Kugler (* 17. September 1868 in Brixen; † 30. August 1941 in Gmunden) war ein österreichischer Mediziner, Schriftsteller und Kunstförderer. Bekannt wurde er für seinen Einsatz für die medizinische und Kur-Infrastruktur der Stadt Gmunden sowie als Verfasser von Jugendliteratur. Außerdem spielte er als Freund und Unterstützer in verschiedenen Künstlerbiographien eine Rolle.

## Leben
Kugler maturierte 1887 in Brixen und studierte danach Medizin an den Universitäten Graz, Innsbruck und Wien und wurde 1893 promovierte. Seit 1887 gehörte er der Innsbrucker akademischen Burschenschaft Brixia an. Er entwickelte früh ein Interesse an Literatur und Sprache, bereits während seines Studiums engagierte er sich im Innsbrucker Sprachverein. Nach dem Studium betrieb Kugler zuerst eine Landarztpraxis in Jenesien bei Bozen, danach eröffnete er 1898 in Gmunden eine Praxis und war Chefarzt des Sanatoriums Gmunden (Obermedizinalrat). Im Jahr 1899 heiratete er Anna von Pfeiffersberg, mit der er vier Kinder hatte.
Bedingt durch die Verelendung nach dem Ersten Weltkrieg und dem damit ausgelösten Anstieg an Tuberkulosefällen eröffnete Kugler im Jahr 1920 die Kindersonnenheilstätte am Offensee. Vor allem Kinder mit Knochentuberkulose wurden dort mittels Sonnentherapie behandelt. Bis zur Einführung wirksamer Medikamente nach dem Zweiten Weltkrieg blieb diese Therapieform die wichtigste Maßnahme der Behandlung bei Tuberkulose. Der gute Ruf der Heilstätte ließ die Zahl der Patienten kontinuierlich steigen und so kam es zu regelmäßigen baulichen Erweiterungen. 1935 wurde eine zusätzliche (ganzjährige) Heilstätte auf dem Gmundnerberg errichtet.
Neben seiner beruflichen Tätigkeit widmete sich Kugler der Kunst. Er schrieb selber vor allem phantasievolle Jugendbücher („Weihnachtsspiele“, „Hausmärchen der Kugler-Kinder“), die sich durch sein historisches und kulturgeschichtliches Wissen sowie seine Querverweise auf verschiedenste Sagen auszeichnen. Außerdem war er auch ein gefragter Fachmann für bildende Kunst. Bemerkenswert ist sein breiter Freundeskreis an Künstlern, die er förderte und in ihrer Entwicklung unterstützte. Kugler brachte auch verschiedene Künstler zusammen und etablierte so manche langjährige Künstlerfreundschaften. Zu diesem Freundeskreis gehörten u. a. die Schriftsteller Jakob Julius David und Peter Altenberg, die Grafiker Alfred Kubin und Karl Rössing (die beiden lernten einander durch Kugler kennen und blieben in lebenslangem Kontakt), der Maler Gustav Jagerspacher (durch ihn Kontakt Kuglers mit Altenberg, Kraus und Loos)der Bildhauer Anton Hanak und der Kunstsammler Albert Figdor.
Emil Kugler verstarb unerwartet am 30. August 1941 und wurde in der Familiengruft am Gmundner Friedhof beerdigt.

## Veröffentlichungen (Auswahl)
- Die Vorlesungen Rudolf Virchows über allgemeine pathologische Anatomie aus dem Wintersemester 1855/56 in Würzburg, nachgeschrieben von cand. med. Emil Kugel. Herausgegeben vom Vorstand der Deutschen Pathologischen Gesellschaft mit einem Vorwort von Robert Rössle. Gustav Fischer, Jena 1930.